# Halle Open 2019
Halle Open 2019 — тенісний турнір, що проходив на трав'яних кортах у місті Галле, Німеччина з 17 червня. Належав до категорії ATP Tour 500.

## Фінальна частина

### Одиночний розряд
Роджер Федерер —  Давід Ґоффен 7–6(7–2), 6–1

### Парний розряд
Равен Класен /  Майкл Вінус —  Лукаш Кубот /  Марсело Мело 4–6, 6–3, [10–4]